# Kulurejo
Kulurejo is een bestuurslaag in het regentschap Wonogiri van de provincie Midden-Java, Indonesië. Kulurejo telt 2387 inwoners (volkstelling 2010).